# Zofia Jasińska-Filipowska
Zofia Jasińska-Filipowska, z domu Gottlieb, pseudonim artystyczny Clair de Lys (ur. 6 marca 1908 w Krakowie, zm. 22 listopada 2003 we Frankfurcie nad Menem) – polska aktorka teatralna żydowskiego pochodzenia.

## Życiorys
Urodziła się w Krakowie w rodzinie żydowskiej, jako córka Zygmunta (Salamona) Gottlieba (zm. 1942) i Stefanii Ernestyny z domu Kohn (zm. 1927). Okres I wojny światowej spędziła w Wiedniu, ponieważ jej ojciec, jako oficer austriacko-węgierskich sił zbrojnych walczył na froncie, a rodziny oficerów z Twierdzy Kraków musiały opuścić miasto. Został ranny i otrzymał Krzyż Żelazny. Matka Stefania dostała także odznaczenie za występy w lazaretach, gdzie śpiewała arie ze znanych oper przed rannymi żołnierzami. Córka Zofia wystąpiła także u boku matki w lazarecie i dostała w Wiedniu swoją pierwszą rolę filmową.
Po zakończeniu wojny wróciła z rodzicami do rodzinnego Krakowa, gdzie nadal mieszkała reszta rodziny. Ojciec Zygmunt prowadził zakład litograficzny i drukarnię Zorza na Starym Mieście. Rodzina była bardzo zasymilowana. W wieku 15 lat Zofia zadebiutowała w głównej roli w Dziewczynce z zapałkami, wystawionej na deskach teatru Bagatela. Po ukończeniu szkoły dramatycznej wyjechała na pewien czas do Berlina, gdzie skończyła szkołę tańca i występowała na rewiach tanecznych. Tam też wystąpiła w kilku filmach. Po powrocie do Polski została aktorką w Teatrze im. Juliusza Słowackiego, gdzie zbierała swe dalsze doświadczenia u boku Juliusza Osterwy.

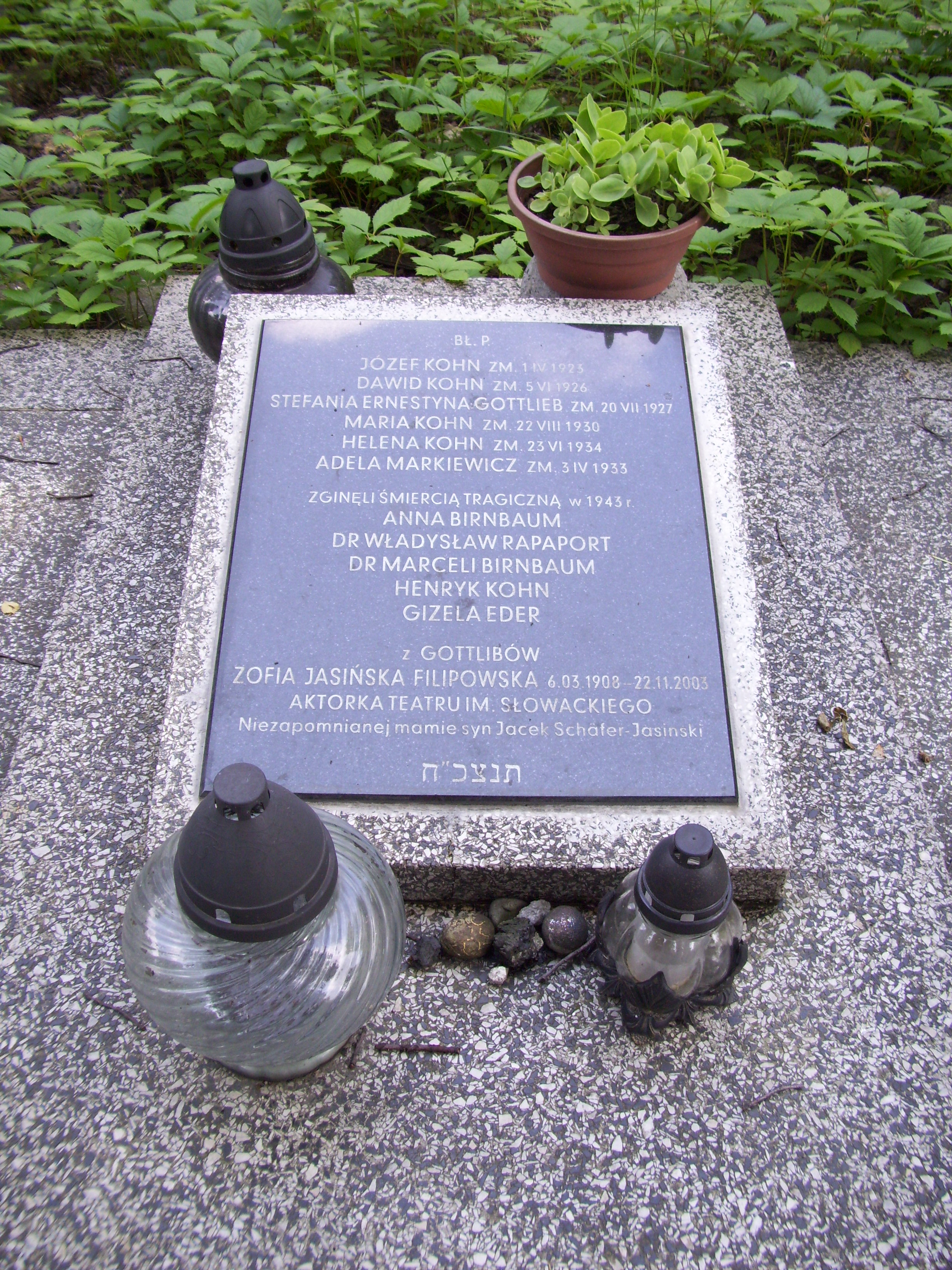
Symboliczny grób Zofii Jasińskiej-Filipowskiej na nowym cmentarzu żydowskim w Krakowie

Po wybuchu II wojny światowej zabroniono jej, jako osobie pochodzenia żydowskiego, dostępu do prób i występów w Teatrze. Jej ojciec został przesiedlony do krakowskiego getta, skąd został wywieziony do obozu koncentracyjnego, gdzie prawdopodobnie zginął. Zofia uratowała się na aryjskich papierach, pracując, jako ekspedientka i kucharka w Warszawie i Radomiu. Z licznej rodziny ocalało jedynie dwóch kuzynów: Artur, który dostał się z armią Andersa do Londynu oraz Józef, który przeżył obóz Auschwitz-Birkenau.
Po zakończeniu wojny grała sporadycznie w kabarecie Siedem Kotów i Operetce Krakowskiej. Jako osoba pochodzenia żydowskiego nie mogła otrzymać stałego angażu w polskich teatrach. W 1956 wraz z synem Jackiem wyemigrowała do Izraela, gdzie pracowała jako kelnerka. Nie udało jej się także nauczyć wystarczająco języka hebrajskiego. W 1964 wyemigrowała do RFN i osiadła we Frankfurcie nad Menem, gdzie mieszkała do końca życia i jest pochowana. Na nowym cmentarzu żydowskim przy ulicy Miodowej w Krakowie znajdują się jej dwa symboliczne groby.

## Publikacje
W 1998 ukazała się jej książka Der Krieg, die Liebe und das Leben. Eine polnische Jüdin unter Deutschen, gdzie opisała swoje przeżycia.